# Sedum multiceps
Sedum multiceps är en fetbladsväxtart som beskrevs av Ernest Saint-Charles Cosson och Dur.. Sedum multiceps ingår i Fetknoppssläktet som ingår i familjen fetbladsväxter. Inga underarter finns listade i Catalogue of Life.